# Alyssum loiseleurii
Espèce
Classification phylogénétique
Alyssum loiseleurii est une espèce de plantes à fleurs de la famille des Brassicaceae.
Elle est parfois appelée « Alysson (ou Alysse) de Loiseleur », « Alysson (ou Alysse) des sables » ou « Corbeille-d'or des sables ».
Elle est endémique de la zone atlantico-pyrénéenne du Golfe de Gascogne, en France (Landes et  Pyrénées-Atlantiques) et en Espagne.
C'est une espèce de plantes aux tiges couchées. Ses fleurs ont des pétales jaunes.

## Synonyme
- Alyssum arenarium Loisel. (nom illégitime, à ne pas confondre avec Alyssum arenarium Kit. ex Spreng.)

## Statut de protection
Cette espèce est inscrite sur la liste des espèces végétales protégées sur l'ensemble du territoire français métropolitain en Annexe I, sous le nom scientifique illégitime synonyme de Alyssum arenarium Loisel.